# Cerro la Pava
Cerro la Pava är en ort i Mexiko.   Den ligger i kommunen Huitiupán och delstaten Chiapas, i den sydöstra delen av landet, 700 km öster om huvudstaden Mexico City. Cerro la Pava ligger 412 meter över havet och antalet invånare är 288.
Terrängen runt Cerro la Pava är bergig norrut, men söderut är den kuperad. Runt Cerro la Pava är det ganska tätbefolkat, med 70 invånare per kvadratkilometer. Närmaste större samhälle är Simojovel de Allende, 12,9 km söder om Cerro la Pava. I omgivningarna runt Cerro la Pava växer i huvudsak städsegrön lövskog.